# خليل بن شاهين الظاهري
خليل بن شاه الظاهري هو خليل بن شاهين الظاهري غرس الدين المصري المتوفى سنة 893 للهجرة بطرابلس (813- 873هـ = 1410- 1468م). نسبته إلى الظاهر برقوق، وكان أبوه شاهين من مماليكه.
مؤرخ وأديب مملوكي، ولد في بيت المقدس حيث كان أبوه اميراً مملوكياً. قدم إلى القاهرة فدرس الحديث ثم التحق بالجيش وتقلب في عدة وظائف هامة. ولي نظر الأسكندرية ثم نيابتها سنة 837هـ. حمدت سيرته فنقل إلى الوزارة بالقاهرة سنة 839 هـ في سلطنة الأشرف برسباي المملوكي، عوضاً عن الوزير السابق تاج الدين ابن الخطير. والسبب أن المماليك السلطانية بالقلعة رجموا الوزير تاج الدين ابن الخطير حتى كاد أن يهلك ولذلك استقال، فتولى مكانه غرس الدين خليل ابن شاهين الظاهري، ثم استعفى بعد مدة يسيرة. سافر سنة 840هـ أميراً للحاج المصري. ولي نيابة الكرك فأتابكية صفد فنيابة ملطية فأتابكية حلب، وشكى نائبها منه فأعتقل وسجن بقلعتها مقيداً ثم أطلق. ولي إمرة الحاج الدمشقي مرتين، وتوفي في طرابلس.
ومن كتبه -وهي نحو 30 مصنفاً- «الإشارات إلى علم العبارات» في تعبير الأحلام مطبوع في مجلد، و«الدرة المضية في السير المرضية» و «كشف الممالك في بيان الطرق والمسالك» وفيه تناول الدستور المملوكي والوظائف الحربية والإدارية في دولة المماليك الجراكسة، و«زبدة كشف الممالك في بيان الطرق والمسالك» و«الصفوة في تلخيص الزبدة»، و«الكوكب المنير في أصول التعبير» و«المنيف في الإنشاء الشريف» و«المواهب في اختلاف المذاهب». وله ديوان شعر في عدة أجزاء.